# Lykinos ze Sparty
Lykinos ze Sparty (gr. Λυκῖνος) – starożytny grecki atleta pochodzący ze Sparty, olimpijczyk.
Po raz pierwszy triumfował na igrzyskach olimpijskich w 448 roku p.n.e., zwyciężając w biegu w zbroi. W 432 p.n.e. ponownie wystąpił w Olimpii, tym razem zgłaszając się jako uczestnik w wyścigach zaprzęgów czterokonnych. Zgodnie z informacją przekazaną przez Pauzaniasza (Wędrówka po Helladzie VI 2,1-2) zamierzał wystartować w wyścigach źrebców, jednak sędziowie uznali, że jeden z koni jest za stary i zdyskwalifikowali zawodnika. Niezrażony Lykinos zdecydował się wystawić zaprzęg w wyścigach dorosłych koni i zdobył zwycięstwo.